# Alicia Alighatti
Alicia Alighatti, née le 21 juin 1984 à Easton (Pennsylvanie), est une actrice pornographique américaine.

## Biographie
Son nom de scène s'inspire de Dante Alighieri.
Elle grandit dans une petite ville, à Wind Gap, Pennsylvanie. Alicia étudie à l'université chrétienne de « Lynchburg College » de 2001 à 2004 et elle étudie les relations internationales option français.
Cette même année Alicia quitte ses études et part à Los Angeles pour entrer dans l'industrie du X.
Depuis, elle a fait une centaine de films pour les studios Red Light District Video, Evil Angel, Digital Playground, Platinum X Pictures...

## Récompenses
- 2006 : AVN Award Meilleure scène de sexe oral dans un film (Best Oral Sex Scene (Film)) pour Dark Side (avec Hillary Scott et Randy Spears)[3]
- 2006 : AVN Award Meilleure scène de sexe de groupe (Best Group Sex Scene (Film)) pour Dark Side (avec Penny Flame, Dillan Lauren, Hillary Scott, Randy Spears et John West)[3]

## Filmographie sélective
- 2 on 1 #22 (2005)
- A2m 5 (2005)
- Appetite for Ass Destruction 3 (2005)
- Baker's Dozen 7 (2005)
- Barefoot Maniacs 3 (2005)
- Chocolate Cream Pies (2005)
- Cream Filling 3 (2005)
- Crimes of the Ass (2005)
- Cumshitters 2 (2005)
- Darkside (2005)
- Deep Throat This 24 (2005)
- Direct Deposit (2005)
- Double Cum Cocktails 2 (2005)
- Down the Hatch 15 (2005)
- Dream Teens 4 (2005)
- The Evil Vault 2 (2005)
- Good Whores Take It In The Ass 1 (2005)
- Good Girls Gone Black 3 (2005)
- I Can't Believe I Took the Whole Thing 6 (2005)
- White Butts Drippin' Chocolate Nuts 5  (2005)
- White Chicks Gettin' Black Balled 12 (2005)
- Crimes Of the Ass (2006)